# Capela do Morumbi
A Capela do Morumbi é um bem arquitetônico e cultural que pertence à Prefeitura do Município de São Paulo. É administrada pelo Departamento do Patrimônio Histórico (DPH) da Secretaria Municipal de Cultura e faz parte do Museu da Cidade de São Paulo, que tem o intuito de preservar a memória das técnicas construtivas dos séculos passados. O local é destinado a exposições e instalações de arte diferentes das convencionais. Localiza-se na Avenida Morumbi (Zona Sul), 5.387, local da antiga Fazenda do Morumbi, uma grande propriedade rural que originou o nome do bairro do Morumbi.
 A capela foi construída em 1950 sobre ruínas de taipa de pilão, que foram complementadas com alvenaria de tijolos, segundo projeto do arquiteto Gregori Warchavchik. A revitalização da capela foi iniciada em 1979, com o objetivo de transformá-la em um local estável para a realização de atividades culturais. As paredes do batistério contam com afrescos da pintora Lúcia Suanê, que representou a cena do batismo de Cristo, e anjos com fisionomias de índios nas paredes do local. A restauração foi inaugurada em 1980 e, desde então, a capela é aberta ao público. As visitas ao local são acompanhadas por um guia, em grupos de até 20 pessoas. As ruínas da capela são de grande relevância para a referência histórica de uma prática religiosa comum na cidade de São Paulo, no tempo em que as propriedades rurais, distantes dos centros urbanos, precisavam suprir as necessidades de cultos e devoção religiosa de seus moradores.
Até hoje não se sabe ao certo a verdadeira origem do local onde a Capela do Morumbi se encontra, mas existem três hipóteses históricas atribuídas à sua existência. Isso ocorre pela falta de documentos que comprovem a história verdadeira.
A Capela do Morumbi funciona terça-feira a domingo, das 9h às 17h, sendo as entradas gratuitas e quando em grupo tem a necessidade de serem agendadas por telefone.

## História

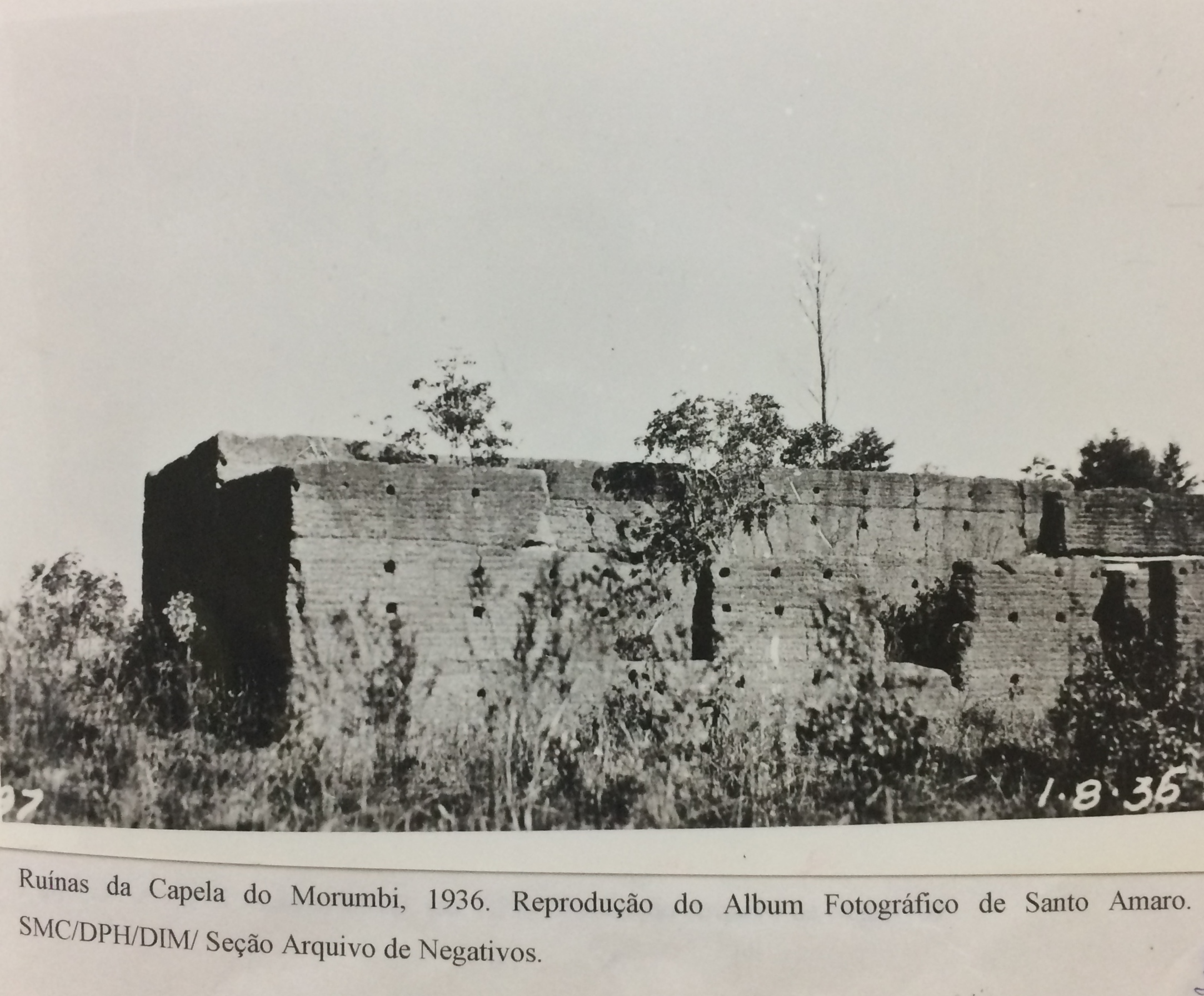
Ruínas da Capela do Morumbi em 1936

No começo do século XIX o bairro do Morumbi, em São Paulo, era apenas uma grande fazenda com cerca de 700 alqueires e muito distante do centro urbano da cidade de São Paulo. Bem próximo à casa-sede da Fazenda do Morumbi - antiga propriedade do inglês John Rudge, que ali se dedicava ao plantio de chá - estava localizada uma edificação que conservava paredes de taipa daquela época. Devido à falta de documentos históricos, não se sabe para qual finalidade o local foi construído. O documento mais antigo é datado de 1825.
Em 1912 o arcebispo de São Paulo concedeu autorização para a celebração de missas na capela, que na época possuía apenas uma imagem de São Sebastião e um crucifixo. No entanto, devido ao estado de abandono, a capela ruiu, em parte. Iconografias encontradas da propriedade mostram que, em 1936, existiam apenas restos das paredes de taipa de pilão no local.
Existem três hipóteses sobre a origem da construção da Capela do Morumbi:
- A primeira é que era consagrada a São Sebastião dos Escravos;
- A segunda, que era um local - provavelmente uma capela - onde ficavam as sepulturas dos proprietários da fazenda. Algo comum, já que naquela época não existiam cemitérios. Essa hipótese foi levantada pelo historiador Aureliano Leite no pedido de abertura de tombamento;
- A terceira, que seriam somente as ruínas de um paiol.

### Loteamento e primeira reforma

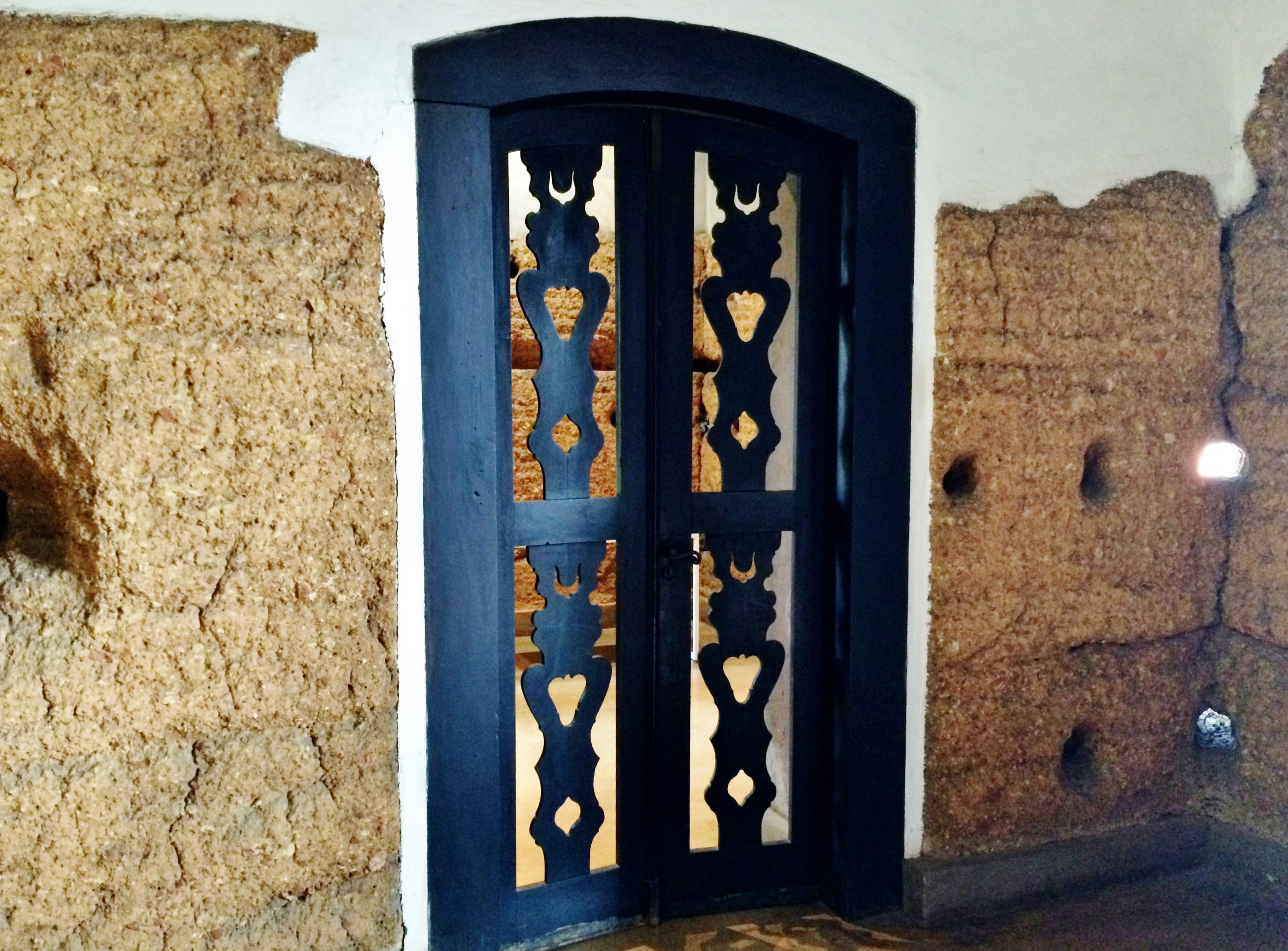
Porta da sala da Capela do Morumbi, em São Paulo, Brasil

No ano de 1949, a Companhia Imobiliária Morumby loteou as últimas glebas da antiga Fazenda do Morumbi, da qual faziam parte a casa-sede e a edificação em ruínas de taipa de pilão. Com a intenção de valorizar os terrenos, a imobiliária contratou o arquiteto Gregori Warchavchik para restaurar as propriedades. O arquiteto as interpretou como uma antiga capela e, então, completou as ruínas de taipa de pilão com alvenaria de tijolos. Para retornar à função religiosa do local, foram instalados altar, sacristia e batistério, além das pinturas feitas pela artista plástica, Lúcia Suanê, nas paredes da sala lateral, que representou a cena do batismo de Cristo, na qual os anjos têm fisionomia de índios. As obras foram finalizadas em 1959, mas a capela permaneceu praticamente fechada.
Posteriormente, a Companhia Imobiliária transferiu para a Prefeitura parte dos terrenos do loteamento, incluindo a capela. As chaves do imóvel foram entregues ao município, em 1970, quando foi desmontado e removido o altar, os bancos e as luminárias instaladas no local. A Cúria Metropolitana, em nome da Comunidade Paroquial Nossa Senhora da Previdência, chegou a solicitar para a Prefeitura de São Paulo uma permissão para o uso religioso da capela. No entanto, em 1975, o extinto Departamento de Cultura da PMSP, preocupado com a preservação do bem patrimonial, solicitou e conseguiu ficar com a guarda da capela.

### Revitalização
A Capela do Morumbi foi incorporada ao acervo de bens imóveis do Departamento do Patrimônio Histórico (DPH), como um bem arquitetônico e cultural e ficou sob responsabilidade da Secretaria Municipal de Cultura. No ano de 1979, o local passou por obras de revitalização e adaptação para sua nova finalidade cultural, mas a volumetria e as fachadas projetadas pelo arquiteto Warchavchik foram mantidas. Foram construídos sanitários e copa, a sala central (entrada da capela) foi transformada em uma sala de espetáculos para a realização de atividades culturais de pequeno porte, além da restauração das pinturas do batistério, que foram feitas pela própria autora Lúcia Suanê.
A visitação pública foi iniciada no ano de 1980. Nessa década, a capela recebeu exposições de artes plásticas, fotográficas e concertos musicais. A partir de 1991, o uso do espaço passou a ser especificado para exposições da arte contemporânea com diversas instalações de obras artísticas. A programação cultural da capela é de responsabilidade da Divisão de Iconografia e Museus.

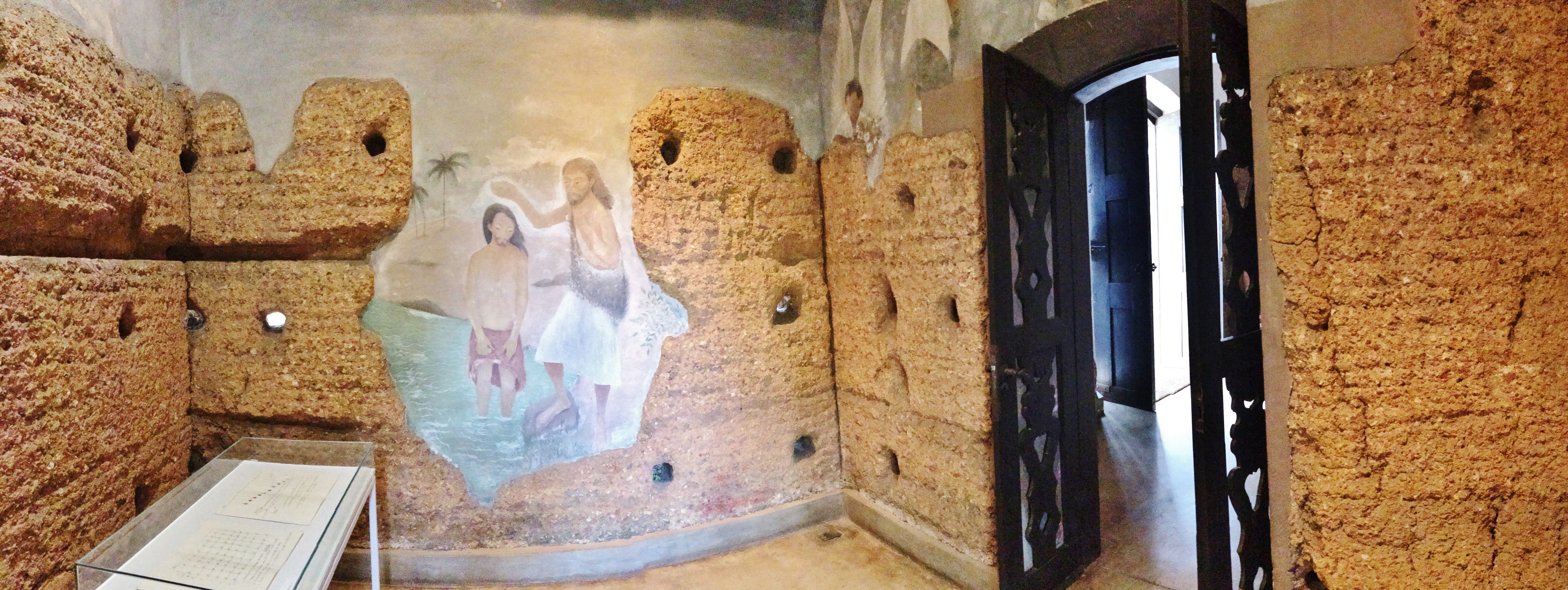
Afresco da artista plástica, Lúcia Suanê, nas paredes da sala lateral da Capela do Morumbi, em São Paulo, Brasil

## Características Arquitetônicas

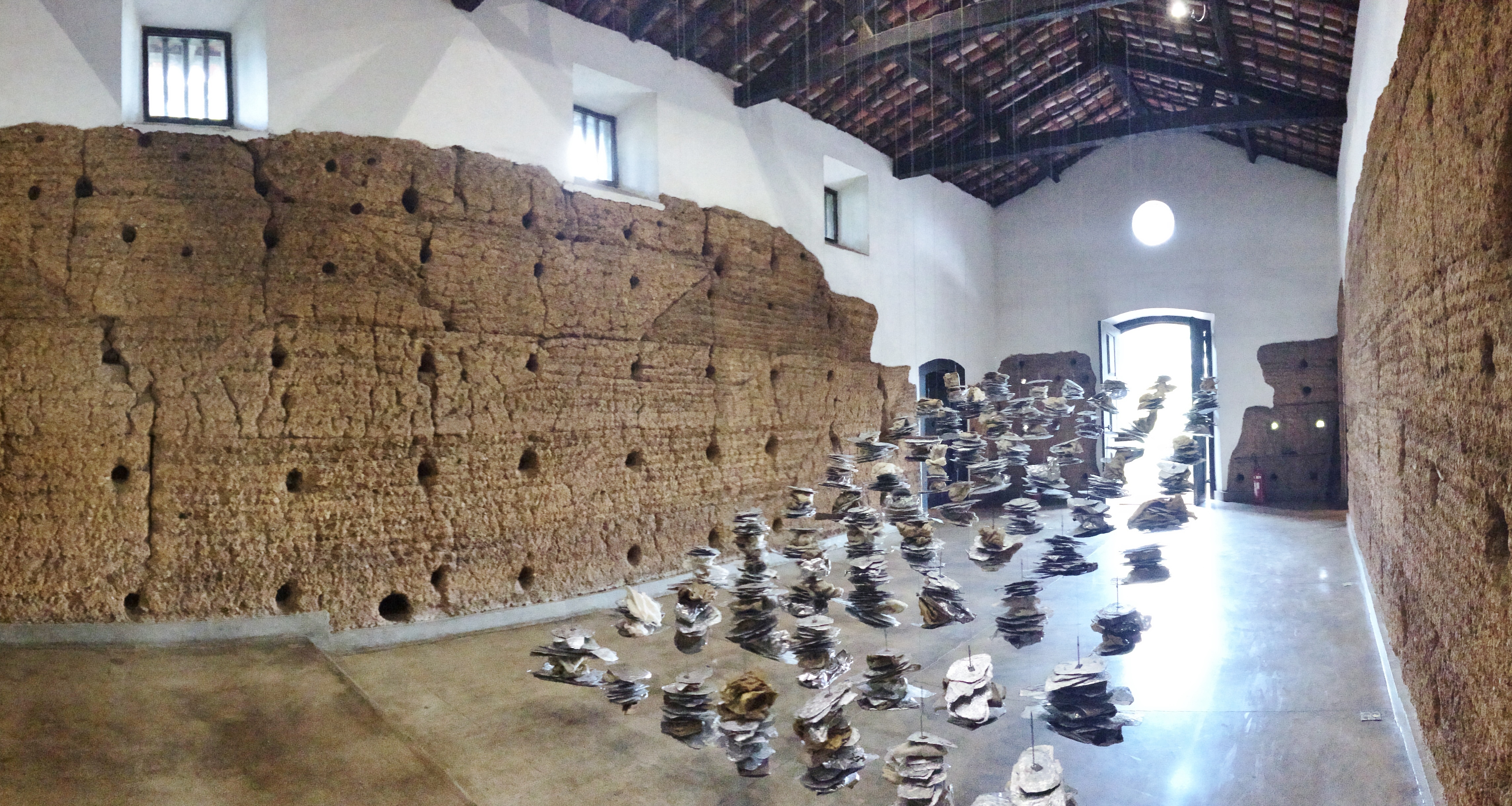
Sala de apresentação da Capela do Morumbi com exposição de Carmela Gross, em São Paulo, Brasil

A Capela do Morumbi foi construída a partir do estilo arquitetônico de taipa de pilão. Essa técnica, que também pode ser chamada de taipa-desopapo, taipa-de-sebe ou barro armado, era bastante usada para a construção de parede estrutural em estruturas independentes. As paredes externas da capela foram construídas com adobe ou aipade-pilão e as divisões internas com taipa-de-mão, por apresentarem mais leveza ao ambiente. As paredes da capela têm cerca de 40 cm de espessura, tornando-se bastante resistentes ao tempo.
Na reconstrução da Capela do Morumbi, o arquiteto Gregori Warchavchik baseou todo o seu trabalho na tradição da taipa daquela época, principalmente, por deixá-la como sustentação das obras da capela. Parte das paredes e o telhado foram feitos à base de alvenaria e tijolo, em uma tentativa de manter a construção típica e com a identidade do Brasil naquele período. Warchavchik desenvolveu um projeto também com feição religiosa: do lado externo, ele projetou uma torre lateral com lugar para sino e telhado de duas águas com um pequeno beiral. Para criar a nova fachada, o arquiteto adotou elementos de composição arquitetônica para remeter à linguagem estilística da época colonial paulista e do neocolonial hispano-americano. Além disso, o arquiteto visou criar uma arquitetura ilusória com referências coloniais nostálgicas no local.

## Significado Histórico e Cultural

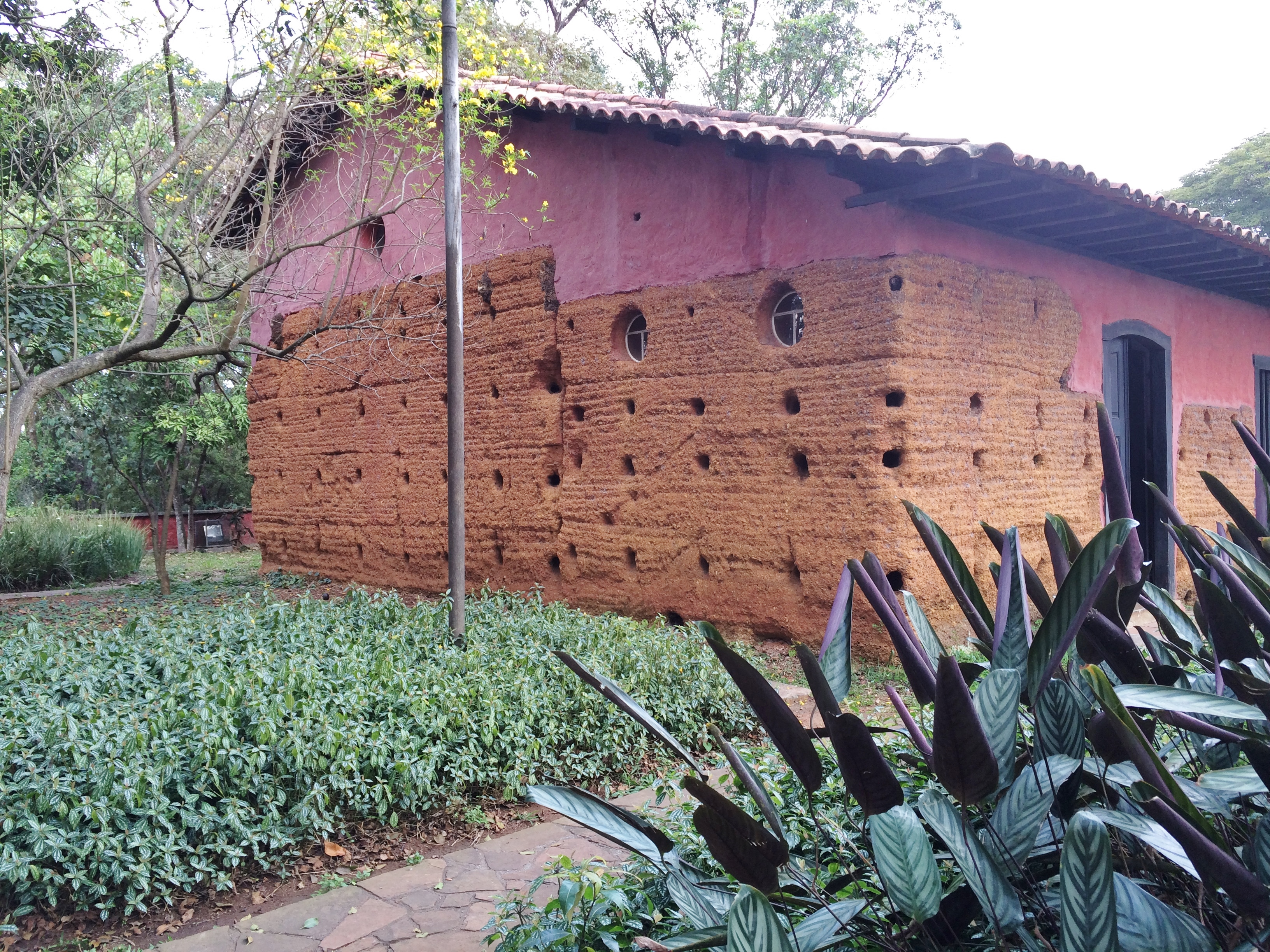
Fundo da Capela do Morumbi, em São Paulo, Brasil

A Capela do Morumbi é um patrimônio histórico e cultural para a cidade de São Paulo. Iniciou-se apenas como uma ruína em uma fazenda de plantio de chá e, mesmo sem saber sua verdadeira origem, suas paredes de taipa de pilão representam um símbolo de inestimável valor histórico para a capital paulista. A criação da Capela foi inspirada na desconstrução, captando os elementos, acontecimentos e transformações que ocorreram no Brasil, naquele período. Além do imóvel ter resistido ao tempo, ele representa um verdadeiro testemunho material da história do Morumbi, passando de propriedade rural, distante do centro da cidade, para uma parte de extrema importância para um bairro nobre da zona Oeste do município de São Paulo. 
As taipas usadas na construção da capela também representam um testemunho único da aplicação de uma técnica construtiva da época, que em Portugal é conhecida como "taipa de formigão", na qual era colocada à argila apiloada nos pranchões de madeira uma quantidade de seixos rolados ou pedregulhos do fundo de um rio. Nas taipas da Capela do Morumbi, pela dificuldade de obter argilas homogêneas, foram utilizadas argilas e siltes, fragmentos de limonita e cascalhos, que estavam disponíveis e de fácil acesso no local da construção. Além disso, as taipas da capela apresentam uma peculiaridade muito inusitada. Foram usadas taipas de canto pela posição dos cabodás provenientes de agulhas dispostas em 45º em relação ao ângulo do cunhal. Portanto, apenas este fator já justificaria o tombamento do local como uma forma de preservação de uma importante técnica construtiva para a cidade de São Paulo.

### Processo de tombamento
A Capela do Morumbi teve o pedido de tombamento negado duas vezes pelo Conselho de Defesa do Patrimônio Histórico Arqueológico, Artístico e Turístico (CONDEPHAAT). A primeira, no ano de 1974, e a segunda, em 1983. Um dos argumentos usados pelo conselho foi o questionamento sobre o valor histórico do local, devido às intervenções e alterações feitas pelo arquiteto Warchavchik. Contrário a esses argumentos, o valor histórico da capela não está no fato dela ter recebido grandes eventos significativos para a história do País, mas na importância de resgatar a forte influência da tradição da Península Ibérica da época, na qual a religiosidade era marcante. Além do local ser um dos poucos remanescentes da preservação da técnica construtiva, conhecida como taipa de pilão, muito usada naquele período. O local representa um marco incorporado ao bairro do Morumbi e à comunidade do local, que também chegou a solicitar o seu tombamento nos anos 70.
A pedido da Divisão de Iconografia e Museus do Departamento do Patrimônio Histórico (DPH), o professor e historiador Aziz Ab' Saber elaborou um parecer técnico sobre o local para integrar a exposição "Taipa, tijolo e fantasia", que aconteceu na capela no ano de 1990. Os elementos do parecer do historiador complementaram o pedido de tombamento da capela, que preserva essa tradição cultural das capelas em imóveis coloniais durante aquela época.
O Conselho Municipal de Preservação do Patrimônio Histórico, Cultural e Ambiental da Cidade de São Paulo (CONPRESP) publicou no Diário Oficial da Cidade a resolução de tombamento integral da Capela do Morumbi, em 23 de dezembro de 2005, incluindo no artigo 1º a preservação dos muros de taipa de pilão, os acréscimos inseridos na década de 1950 e os afrescos feitos pela artista plástica Lúcia Suanê:
Artigo 1º - Parágrafo Primeiro - "No lote da Capela do Morumbi o tombamento compreende a preservação integral da edificação, conforme desenho em anexo, incluindo:
a) Muros aparentes de taipa de pilão;
b) Acréscimos inseridos na década de 1950; e
c) Afrescos de autoria da artista plástica Lúcia Suanê, existentes nas paredes da sala lateral esquerda da Capela, chamada de batistério."

## Estado Atual

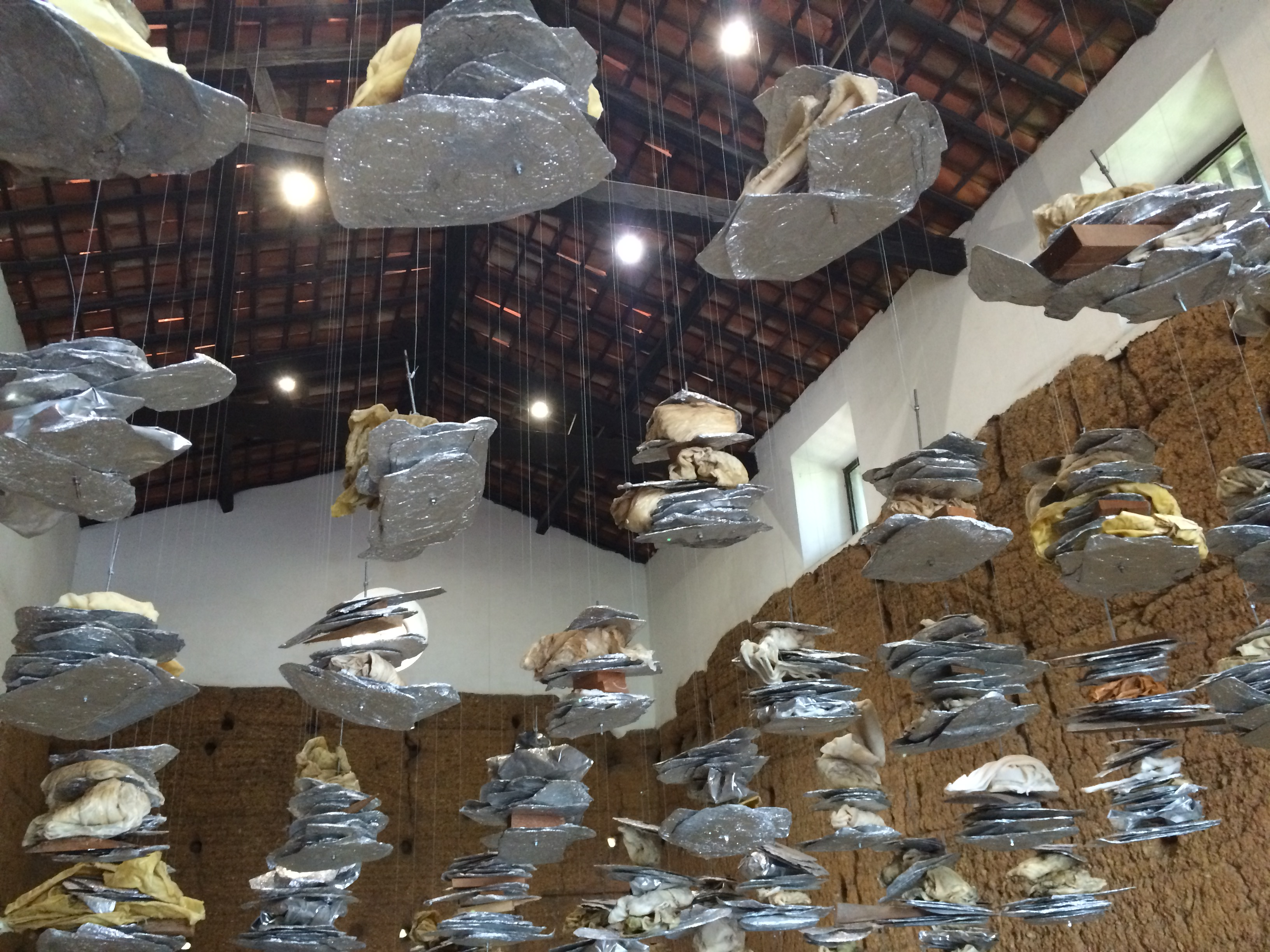
Exposição de Carmela Gross na Capela do Morumbi, em São Paulo, Brasil

O local, atualmente, é de responsabilidade direta e conservado pelo Departamento do Patrimônio Histórico (DPH) e faz parte do Museu da Cidade de São Paulo. É usado para exposições, instalações e diversas atividades da arte contemporânea. A Capela é aberta para visitação, gratuitamente, em grupos de até 20 pessoas, com a presença de um guia local que conta a história e transformações da Capela do Morumbi.
Apesar do nome, o acervo da capela não é voltado para a arte religiosa, mas para a importância da preservação da arte contemporânea, tendo como principal objetivo relacionar esta arte com a preservação do patrimônio histórico cultural na cidade, por meio das diversas exposições e instalações artísticas que acontecem no local.
Desde o início dos anos 1990, quando passou a ser utilizada como um espaço artístico, a Capela do Morumbi recebeu cerca de 113 projetos de arte contemporânea. Entre os artistas que apresentaram trabalhos no local, destacam-se: Carlos Fajardo, Iole de Freitas, Dudi Maia Rosa, Sergio Sister, Carmela Gross, Carlos Vergara, José Resende, Leonilson, Nelson Leirner, Albano Afonso, Sandra Cinto, Daniel Acosta, Carlos Eduardo Uchôa, Wagner Malta Tavares, Ana Paula Oliveira, Guto Lacaz, Laura Vinci, José Spaniol, Marcelo Moscheta, a dupla Rejane Cantoni e Leonardo Crescenti, Alexander Pilis, Maurício Ianês, Tatiana Blass, Lucia Koch, Iran do Espírito Santo e Felipe Cohen. 
O artista José Spaniol projetou uma obra especialmente para a Capela do Morumbi, chamada "Tímpano", onde apresentava uma peça circular, construída com taipa de pilão, mesma técnica usada nas paredes do local. Outra instalação chamada "Contra Ceú", do artista Marcelo Moscheta, também foi exposta na capela e usava como foco a memória e o tempo, com imagens do céu feitas em grafite e refletidas no interior do local. Na sala lateral, em um balcão de vidro, é possível encontrar desenhos de como foram feitos os estudos do espaço para a adaptação das diversas instalações artísticas.

### Conservação
A Capela do Morumbi encontra-se em bom estado de conservação externa e interna, mas passou por algumas reformas durante os anos. A primeira ocorreu em 1949 e, posteriormente, obras de revitalização foram feitas em 1979, uma adaptação do espaço para sua atual finalidade. A conservação do bem cultural também se deve ao artigo 2º do documento oficial, referente ao tombamento do patrimônio que estabelece diretrizes exatas para futuras intervenções na capela:
Artigo 2º - "b) A divisão interna da Capela deverá ser mantida, ficando contemplada a possibilidade de intervenções em função de novo uso ou programa, desde que plenamente justificadas em projeto de restauro, devendo ser previamente aprovadas pelo CONPRESP."
Artigo 2º - "c) Qualquer modificação nas áreas externas da Capela, incluindo os jardins, os muros de fecho, o murro de arrimo e a escadaria, deverá ser objeto de projeto paisagístico a ser aprovado previamente pelo CONPRESP."

## Galeria de imagens

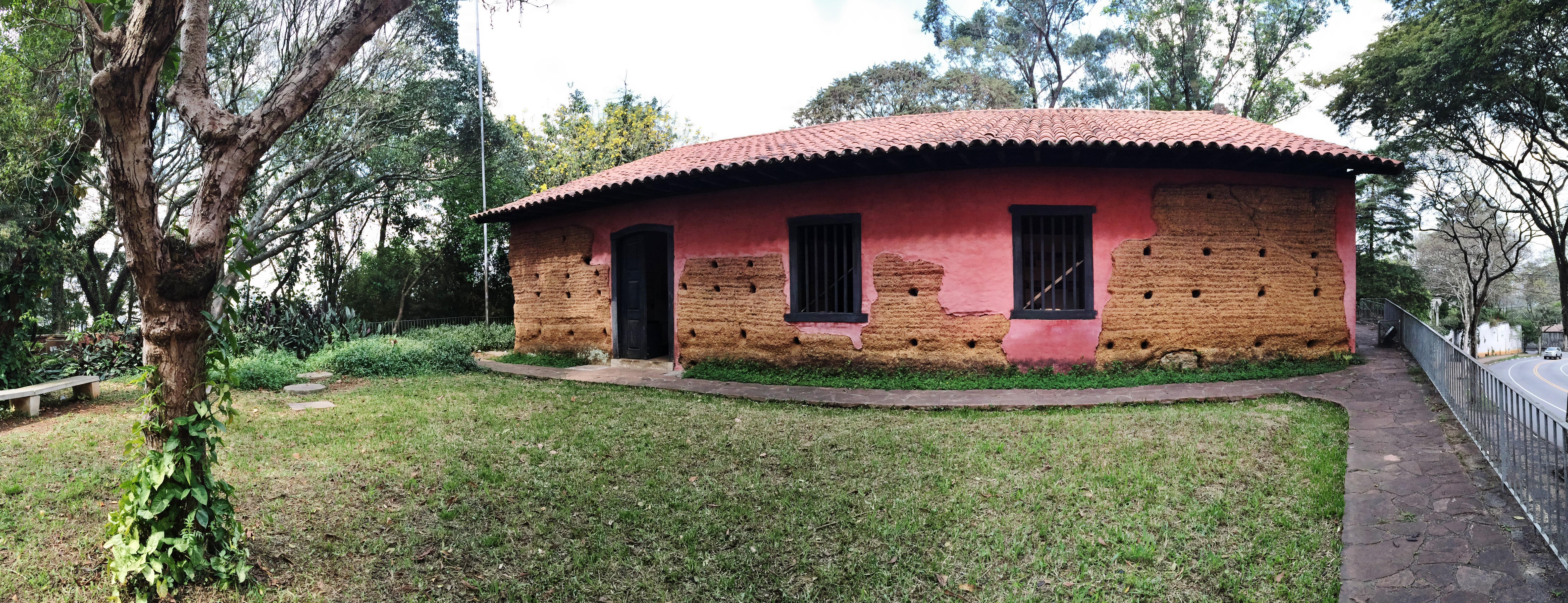
Vista do jardim lateral da Capela do Morumbi
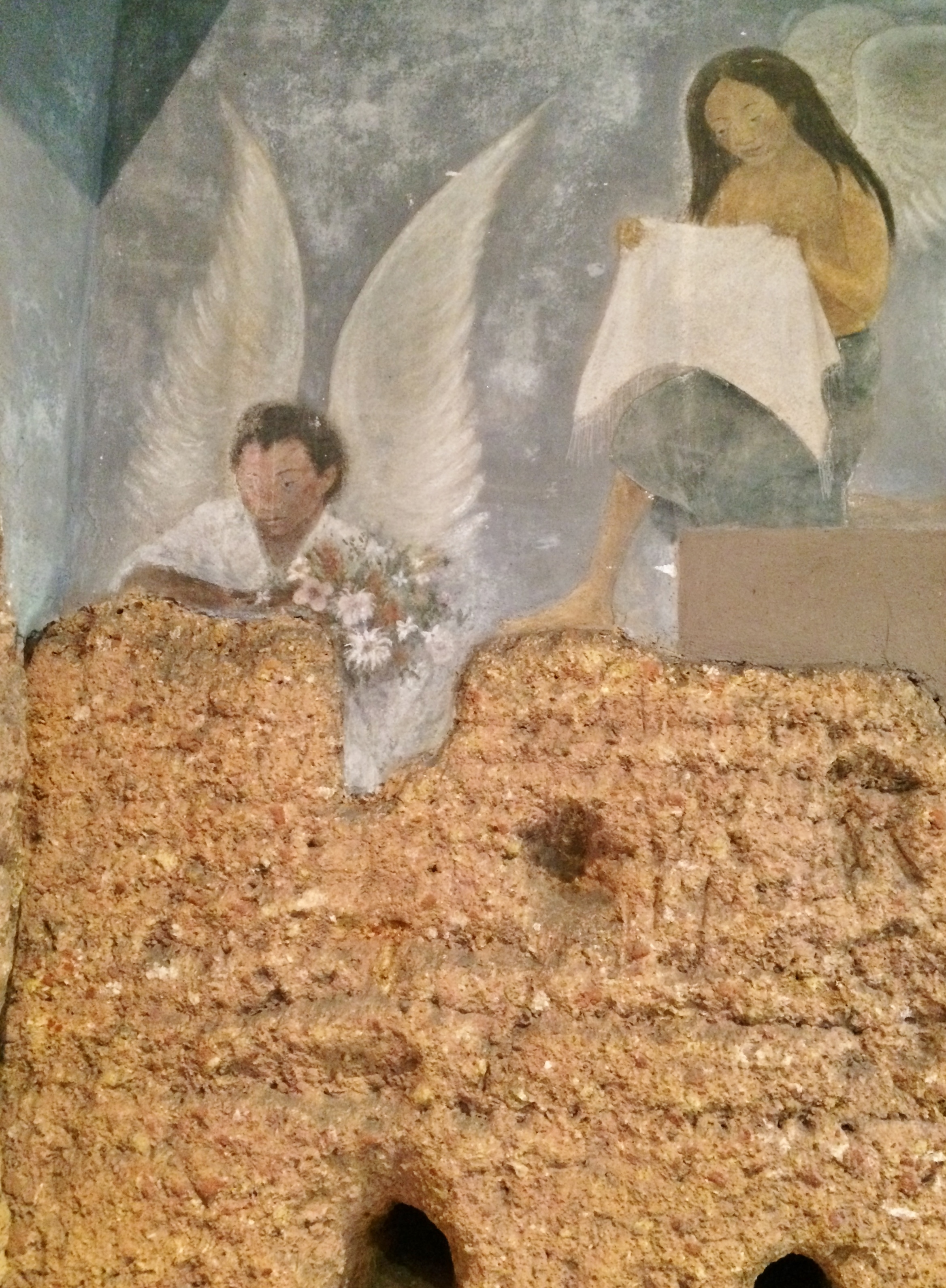
Afresco de Lúcia Suanê nas paredes da Capela do Morumbi
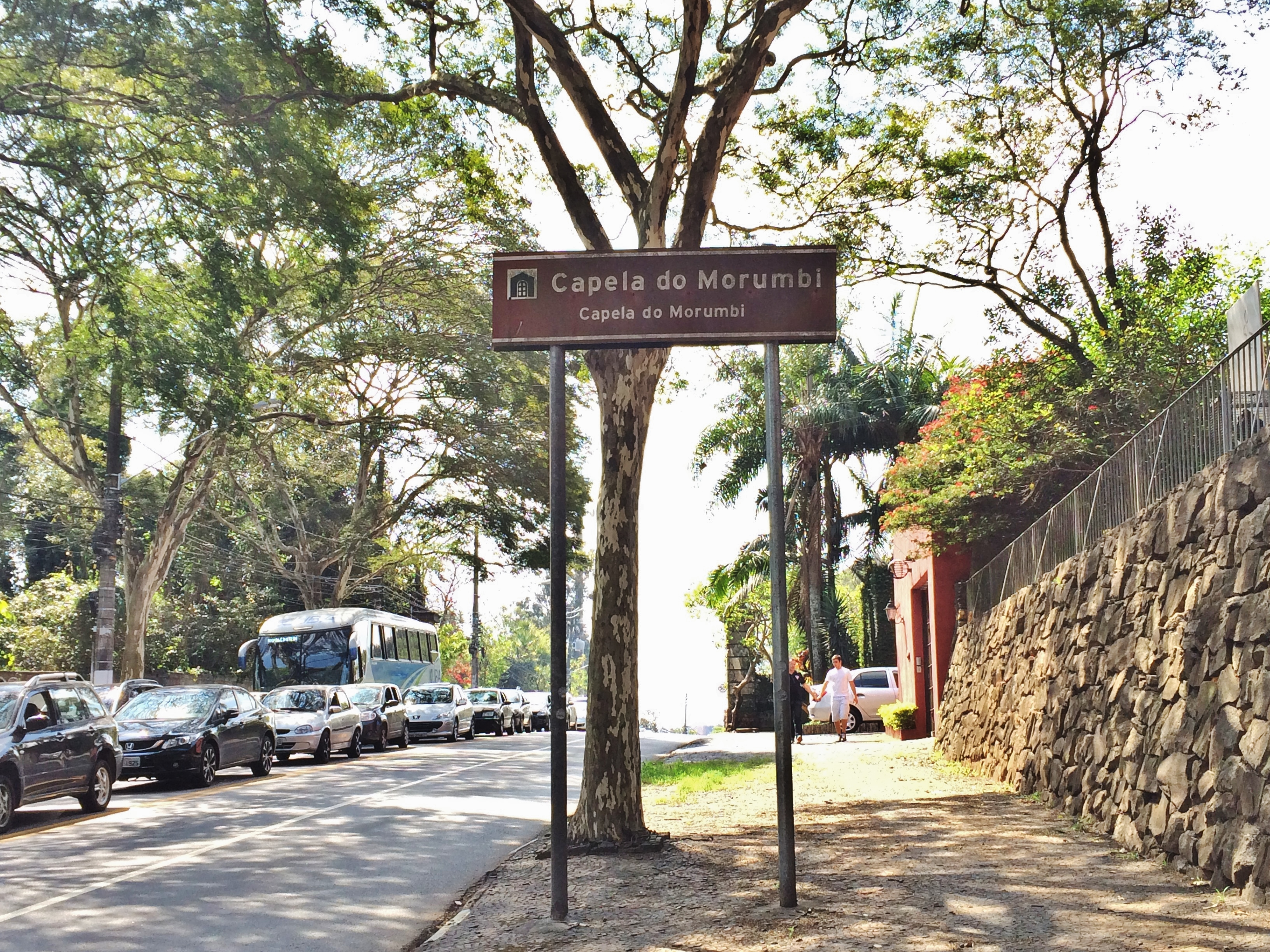
Placa da Capela do Morumbi na Avenida Morumbi
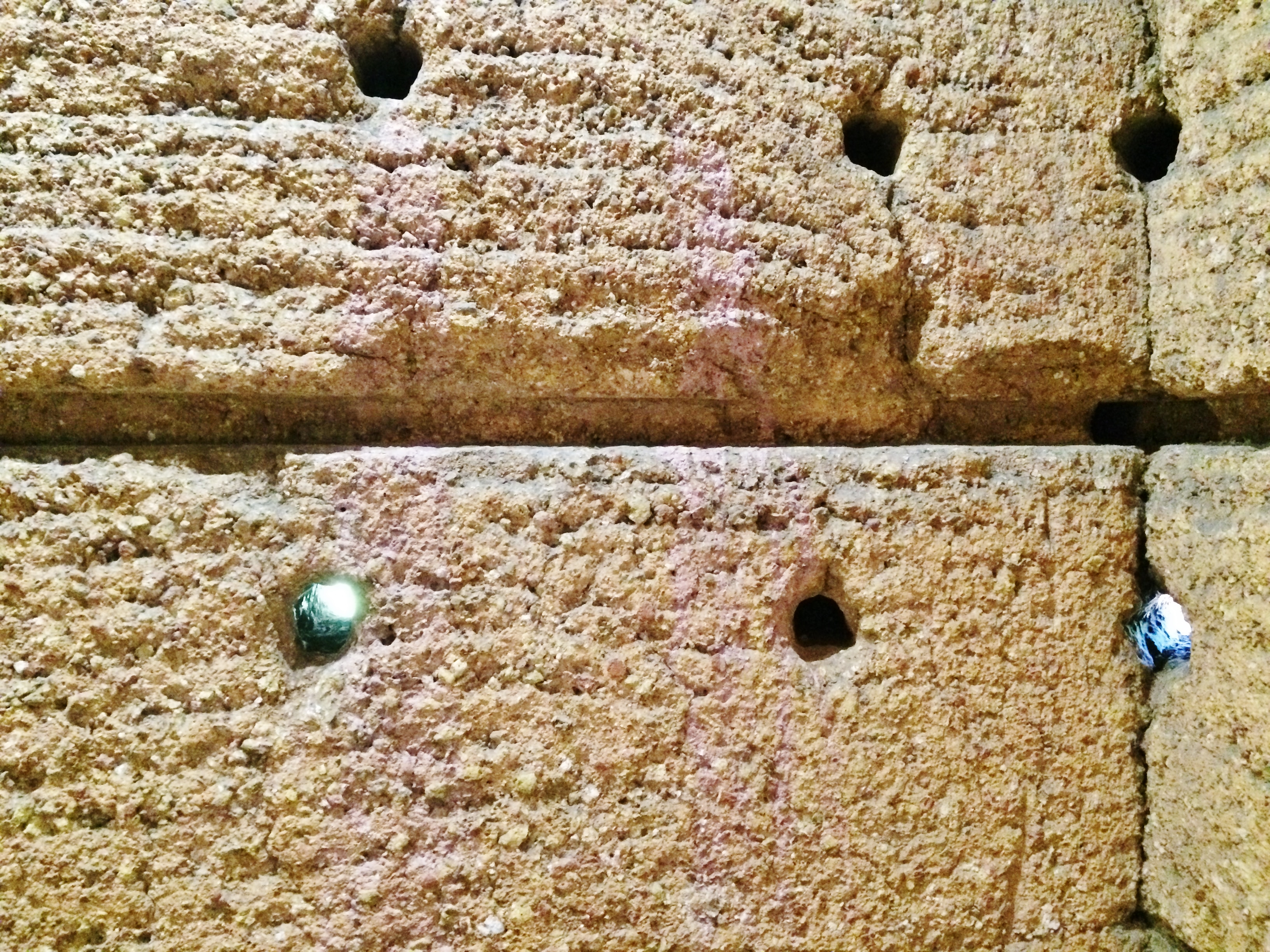
Detalhes das paredes de taipa de pilão da Capela do Morumbi
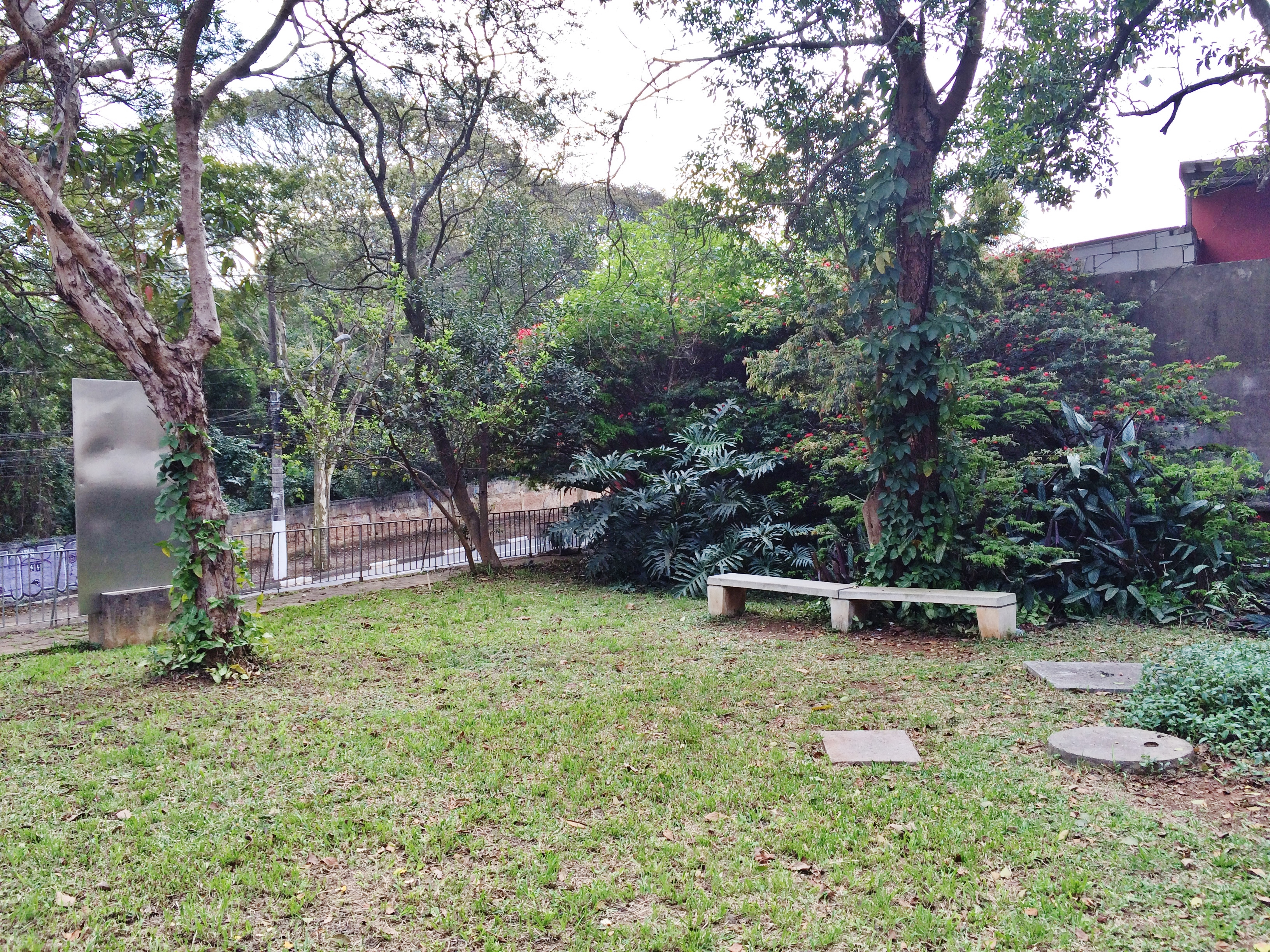
Jardim da Capela do Morumbi
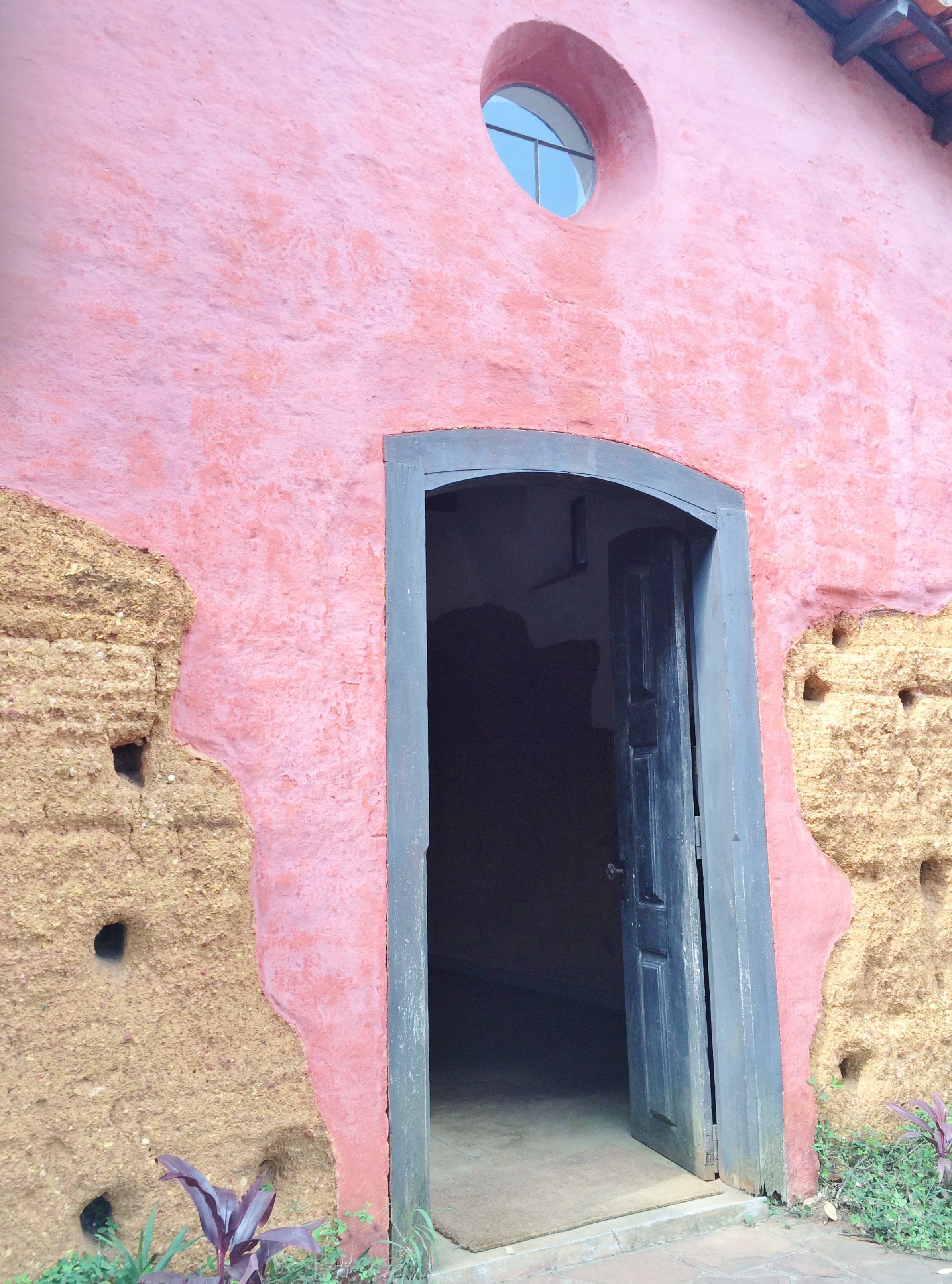
Porta de entrada da Capela do Morumbi